# Paramicromerys coddingtoni
Paramicromerys coddingtoni là một loài nhện trong họ Pholcidae. Loài này được phát hiện ở Madagascar.